# H. Richard Niebuhr
Helmut Richard Niebuhr (* 3. September 1894 in Wright City, Missouri; † 5. Juli 1962 in New Haven, Connecticut) war ein US-amerikanischer Ethiker und evangelischer Theologe.

## Leben
Niebuhr war der jüngste Sohn von fünf Kindern des deutschen Einwanderers und evangelischen Pfarrers Gustav Niebuhr und seiner Frau Lydia. Ein älterer Bruder war der Religionsphilosoph Reinhold Niebuhr. Er studierte ab 1912 Evangelische Theologie am Elmhurst College und graduierte am 3. September 1915 am Eden Theological Seminary in St. Louis. Er studierte weiter an der Washington University und an der Yale Divinity School der Yale University, wo er 1924 als einer der ersten Studenten promovierte. Als ordinierter Pfarrer der Evangelical Synod of North America, einer Vorgängerkirche der United Church of Christ, arbeitete er von 1916 bis 1918 in St. Louis. Er lehrte dann am Eden Theological Seminary 1919 bis 1922 und 1927 bis 1932 und am Elmhurst College 1924 bis 1927. 
1931 wurde er als Associate Professor, 1938 als ordentlicher Professor und 1954 an den Sterling Lehrstuhl für Theologische Ethik an der Yale Divinity School berufen. Dort wirkte er bis zu seinem Tod im Jahr 1962 und beeinflusste viele Theologen wie James Gustafson und Sallie McFague. Er war einer der prägenden Mitbegründer der United Church of Christ, die 1957 aus der Congregational Christian Church und der Evangelical and Reformed Churches entstanden war. 1960 war er Redner der Robertson Lectures an der University of Glasgow, woraus 1962 die Schrift The Responsible Self entstand. In seinem Todesjahr war er noch in die American Academy of Arts and Sciences gewählt worden.

## Familie
Niebuhr heiratete 1920 Florence Marie Mittendorff. Sein Sohn Richard Reinhold Niebuhr (1926–2017) war auch ein bekannter Theologe.

## Lehre
Niebuhr war sowohl von Sören Kierkegaard, Karl Barth als auch von Ernst Troeltsch beeinflusst, er verband also neo-orthodoxe und liberale Theologie. Soziale Theorien und soziologische Aspekte fanden Eingang in seine Theologie und Ethik. Die immanente Vorstellung vom Reich Gottes in der Social-Gospel-Bewegung kritisierte er in den Dreissigerjahren, er plädierte aber in seinem berühmtesten Werk Christ and Culture von 1951 für ein kulturtransformierendes Christentum. Er beschäftigte sich u. a. mit der Souveränität Gottes und der Bedeutung des historischen Relativismus für die christliche Glaubensgewissheit.

## Schriften
- The Social Sources of Denominationalism, Holt, 1929.
- The Kingdom of God in America, 1937.
- The Meaning of Revelation, Macmillan, 1941.
  - Der Gedanke des Gottesreichs im amerikanischen Christentum, 1948.
- Christ and Culture, Harper, 1951.
- The Purpose of the Church and Its Ministry, 1954 und 1956.
- Radical Monotheism and Western Culture, 1960.
- The Responsible Self, Harper 1962.
  - Radikaler Monotheismus. Theologie des Glaubens in einer pluralistischen Welt, 1965.
- Faith on Earth: An Inquiry into the Structure of Human Faith, Yale University Press, New Haven 1989.
- Theology, History, and Culture: Major Unpublished Writings. Hrsg. v. William Stacy Johnson [u. a.], Yale University Press, New Haven 1996.